# Георги Бранков
Георги Йорданов Бранков е български строителен инженер, учен и политик от Българската комунистическа партия (БКП).
Завършил в Дрезден през 1944 година, той започва да преподава в Държавната политехника в София няколко години след нейното основаване и става един от водещите специалисти в областта на масивните конструкции в страната в средата на 20 век. Научната му дейност е насочена също към областите на техническата механика, биомеханиката и сеизмичната механика. Автор е написал самостоятелно и в съавторство на 16 монографии и над 200 научни статии.
Член на БКП от 1933 година, Бранков заема и политически длъжности, като председател на Държавния комитет по строителство и архитектура (1963-1966) и завеждащ отдел „Наука и образование“ в Централния комитет (ЦК) на БКП (1966-1968). Заема и поредица ръководни постове в Българската академия на науките, като от 1974 година е академик, а през 1973-1982 година е заместник-председател на академията.

## Биография
Георги Бранков е роден на 24 януари 1913 година в Мездра, Врачанско. През 1933 година завършва Строителния техникум „Христо Ботев“ в София. По същото време става член на БКП.
От 1934 до 1938 година Георги Бранков учи в Свободния университет за политически и стопански науки (дн. УНСС) в София, където завършва Дипломатическо-консулския отдел. След това учи строително инженерство в Братислава и през 1944 година се дипломира в Дрезден.
След връщането си в България Бранков работи известно време в Троян, а от 1946 година е асистент в Държавната политехника. Участва в проектирането на завършения през 1953 година Национален стадион „Васил Левски“. През 1950-1953 година подготвя и защитава дисертация за кандидат на техническите науки в Московския строителен институт.
След връщането си от Москва Бранков е хабилитиран за доцент (1954) и за професор (1959) в Инженерно-строителния институт, завежда катедра „Масивни конструкции“ (от 1962). От 1955 година е и старши научен сътрудник в Научноизследователския строителен институт, а през 1958-1959 година е негов директор.
През 1959-1963 година Георги Бранков е научен секретар на БАН. През 1963 година за кратко е директор на Института по техническа механика, след което става председател на Държавния комитет по строителство и архитектура с ранг на министър в първото правителство на Тодор Живков, оставайки на този пост до 1966 година. През 1964 година защитава дисертация за доктор на техническите науки при Академията на науките на Съветския съюз.
През 1966 година Бланков става народен представител в V народно събрание, където оглавява Парламентарната комисия по сторителство, архитектура и благоустройство, а до 1968 година е и завеждащ отдел „Наука и образование“ при ЦК на БКП. През 1966-1971 година е и кандидат-член на ЦК на БКП.
От 1967 година Георги Бранков е член-кореспондент, а от 1974 година – академик на БАН. През 1968-1973 година е главен научен секретар на академията, а през 1973-1982 година е заместник-председател на Президиума на БАН.
Бранков е основател и председател на Националния комитет по противоземетръсно инженерство (1966), основател и председател на Националния комитет по теоретична и приложна механика (1968), директор на Института по техническа механика (1972), директор на Централната лаборатория по биомеханика при БАН (1972) и на основания от него Институт по механика и биомеханика (1977–1986). Ръководител на Централната лаборатория по сеизмична механика и сеизмично инженерство (1982).
Той е председател на Европейския комитет по противоземетръсно строителство в Лондон (1970), директор на Международната асоциация по противоземтръсно инженерство в Рим (1973), член на Европейската академия за наука, изкуство и култура в Париж (1973–1982).
Георги Бранков умира на 2 октомври 1997 година в София.

## Награди
Награден е с орден „Народна република България“ I ст. (1968, 1973), орден „Кирил и Методий“ I ст. (1959), орден „Червено знаме на труда“ (1963), орден „Георги Димитров“ (1983), званието „Герой на социалистическия труд“ (указ № 213 от 21 януари 1983)

## Публикации
- „Стоманобетонни черупкови конструкции над правоъгълна основа“ (1954)
- „Вълнообразни черупкови конструкции“ (1961)
- „Към въпроса за изследване на вълнообразните черупкови конструкции“ (1964)
- „Механика на полимерите“ (1967)
- „Масивни конструкции“ (1973)
- „Уводи в механиката на дискретната среда“ (1981)
- „Квантова биомеханика“ (1987)